# Silva (Valença)
Silva é uma povoação portuguesa do Município de Valença que foi sede da extinta Freguesia de Silva, freguesia que tinha 5,39 km² de área e 260 habitantes (2011), e, por isso, uma densidade populacional de 48,2 hab/km².

A Freguesia de Silva foi extinta em 2013, no âmbito de uma reforma administrativa nacional, tendo sido agregada à Freguesia de São Julião para formar uma nova freguesia denominada União das Freguesias de São Julião e Silva.

## População
| População da freguesia de Silva | População da freguesia de Silva | População da freguesia de Silva | População da freguesia de Silva | População da freguesia de Silva | População da freguesia de Silva | População da freguesia de Silva | População da freguesia de Silva | População da freguesia de Silva | População da freguesia de Silva | População da freguesia de Silva | População da freguesia de Silva | População da freguesia de Silva | População da freguesia de Silva | População da freguesia de Silva |
| ------------------------------- | ------------------------------- | ------------------------------- | ------------------------------- | ------------------------------- | ------------------------------- | ------------------------------- | ------------------------------- | ------------------------------- | ------------------------------- | ------------------------------- | ------------------------------- | ------------------------------- | ------------------------------- | ------------------------------- |
| 1864                            | 1878                            | 1890                            | 1900                            | 1911                            | 1920                            | 1930                            | 1940                            | 1950                            | 1960                            | 1970                            | 1981                            | 1991                            | 2001                            | 2011                            |
| 384                             | 432                             | 431                             | 445                             | 438                             | 441                             | 450                             | 412                             | 411                             | 412                             | 309                             | 335                             | 346                             | 281                             | 260                             |

| Distribuição da População por Grupos Etários | Distribuição da População por Grupos Etários | Distribuição da População por Grupos Etários | Distribuição da População por Grupos Etários | Distribuição da População por Grupos Etários | Distribuição da População por Grupos Etários | Distribuição da População por Grupos Etários | Distribuição da População por Grupos Etários | Distribuição da População por Grupos Etários | Distribuição da População por Grupos Etários |
| -------------------------------------------- | -------------------------------------------- | -------------------------------------------- | -------------------------------------------- | -------------------------------------------- | -------------------------------------------- | -------------------------------------------- | -------------------------------------------- | -------------------------------------------- | -------------------------------------------- |
| Ano                                          | 0-14 Anos                                    | 15-24 Anos                                   | 25-64 Anos                                   | > 65 Anos                                    |                                              | 0-14 Anos                                    | 15-24 Anos                                   | 25-64 Anos                                   | > 65 Anos                                    |
| 2001                                         | 44                                           | 41                                           | 134                                          | 62                                           |                                              | 15,7%                                        | 14,6%                                        | 47,7%                                        | 22,1%                                        |
| 2011                                         | 32                                           | 30                                           | 155                                          | 43                                           |                                              | 12,3%                                        | 11,5%                                        | 59,6%                                        | 16,5%                                        |